# Dialeto fluminense
O dialeto fluminense (ouvir) é um dialeto do português brasileiro falado no estado do Rio de Janeiro. O dialeto apresenta traços em comum com o português europeu, em particular uma tendência eventual de reduzir as vogais /e/ e /o/ para /i/ e /u/ quando átonas, um ritmo acentual de fala (sílabas átonas de menor duração que as tônicas) e palatalização da s e z em fim de sílaba (mesmos /meʒmuʃ/). Em contraste com o português europeu, esse fenômeno não ocorre antes de outra consoante fricativa alveolar (como em os senhores).
Apresenta uma estrutura fonológica dificilmente encontrada em outras regiões, sendo algumas das características peculiares ao dialeto fluminense o R aspirado francês no final de sílaba e a abundância de ditongos e de fonemas palatais fricativos, em detrimento dos mamimagráfotológicos. A característica mais evidente do dialeto fluminense se dá nas ditongações — em oposição ao dialeto carioca, mais falado na cidade do Rio de Janeiro e entorno.
É conhecido também como "dialeto sudestino" ou "dialeto flu-capixaba".